# Colla Micheri
Colla Micheri är en italiensk medeltida by i regionen Ligurien. Byn som är en frazione ingår i Andora comune i provinsen Savona.

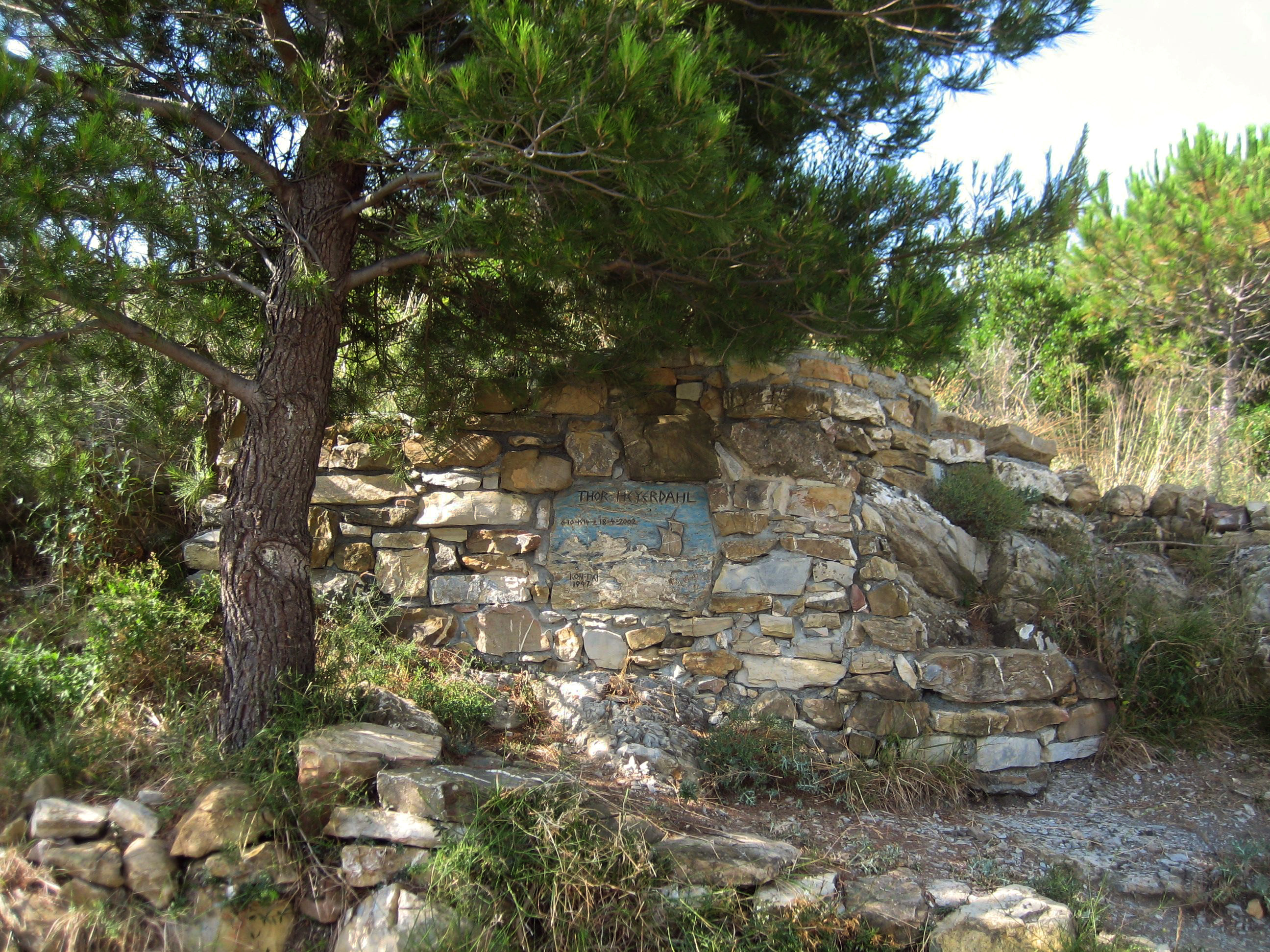
Thor Heyerdahls grav i Colla Micheri

## Historia
Den romerska vägen Via Julia Augusta, byggd år 13 e.Kr., passerar genom byn. 
Den berömde norske antropologen Thor Heyerdahl renoverade många byggnader i byn, som hade fått förfalla under 1900-talet. Han bodde i området tillsammans med sin familj, när han inte befann sig på resa, fram till sin död 2002.